# Distretto di Hazaribag
Il distretto di Hazaribag è un distretto del Jharkhand, in India, di 2 277 108 abitanti. Il suo capoluogo è Hazaribag.